# Sedeprivacionismo

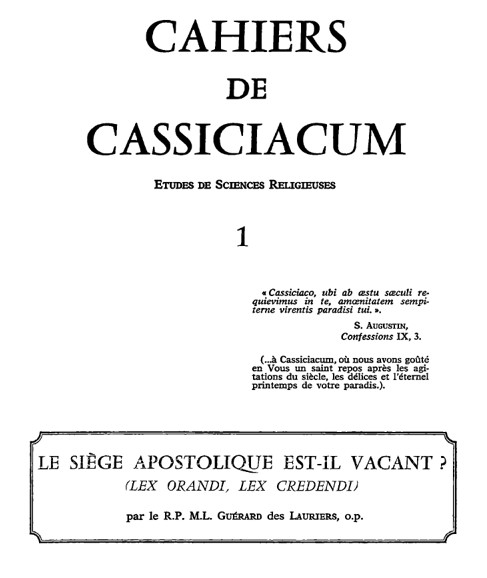
A primeira publicação da revista Cahiers de Cassiciacum com o tema La Siège Apostilique est-il vacant? (em português: A Sé Apostólica está vacante?).

Sedeprivacionismo é uma escola teológica no seio do movimento tradicionalista católico que segue os princípios do falecido teólogo e matemático dominicano Michel-Louis-Guérard des Lauriers — conhecido principalmente pela atuação na declaração do dogma da Assunção de Maria pelo Papa Pio XII e autoria do Breve Exame Crítico do Novus Ordo Missæ apresentado pelos cardeais Ottaviani e Bacci no Segundo Concílio Ecumênico do Vaticano — conforme expostos em sua tese teológica, dita de Cassiciacum, que trata da situação da Igreja Católica após o Concílio Vaticano II. Foi disponibilizada pela primeira vez em uma versão mais restrita, consistindo de 18 páginas datilografadas datadas da Páscoa de 6 de março de 1978, e então publicada no N.° 1 da revista Cahiers de Cassiciacum (em português Caderno de Cassicíaco) em maio de 1979.
A tese afirma que, embora o atual ocupante da Cátedra de Pedro esteja em posse duma eleição válida, logo papa materialiter, ele não goza de autoridade para ensinar ou governar, a menos que se retrate das mudanças introduzidas no catolicismo. Trata-se então dum papa em potencial, alguém que ainda não alcançou a plenitude do Papado. Se se exige, no entanto, uma resposta limitada a sim ou não, então diz-se que não é papa: o nome do papa-eleito (dito papa de maneira simpliciter), portanto, não deve ser mencionado no cânone da missa (non una cum). Assim, o sedeprivacionismo pode ser caracterizado como uma forma de sedevacantismo.
A posição é difundida por alguns grupos católicos tradicionalistas, como o Instituto Mater Boni Consilii (Istituto Mater Boni Consilii, IMBC), o Instituto Católico Romano (Roman Catholic Institute, RCI) e os beneditinos do Priorado de Notre Dame de Bethléem em Faverney, França.

## Etimologia
A etimologia do termo sedeprivacionista (cunhado pelo teólogo britânico William Morgan com o objetivo de diferenciá-lo do sedevacantismo, posição a que aderia) “significa que há uma privação no ocupante da Cátedra de São Pedro, ou seja, algo que lhe falta”. “Sedeprivacionismo” é composto de “sede” (“sé” em latim) e “privacionismo” (do latim “privatio”, que significa “privação” e o sufixo “ismo”).
O episcopus vagans Donald Sanborn, Superior-geral do ICR, bem como boa parte do clero que adere à Tese de Cassiciacum (que opta pelo termo sedevacantismo), discorda do uso, classificando-o como “um termo completamente idiota”:
“Isto implica que há uma privação da Sé quando se diz Sede Privata. (…) Ou pode significar que a Sé está em estado de privação. Mas nada disso é verdade. Estamos dizendo que a Sé está ocupada materialmente, mas não formalmente, e isso significa que Ratzinger [Bento XVI] está em posse de uma eleição formal, mas não está de posse do poder de governar, ensinar e santificar”.

## Tese de Cassiciacum
“Quando os Cardeais elegem o Pontífice, exercem a sua autoridade não sobre o Pontífice, porque ele ainda não existe; mas sobre a matéria, ou seja, sobre a pessoa de quem dispõem em certa medida através da eleição, para que ele possa receber de Deus a forma do pontificado”.— Roberto Cardeal Belarmino
“O poder do Papa permanece na Igreja e no Colégio em relação ao que é material no papado, uma vez que, após a morte do Papa, o Colégio é capaz, através de eleições, de determinar uma pessoa para o papado, que seja tal ou tal pessoa”. — Antonino de Florença

### A Tese
A Tese de Cassiciacum, que fundamenta a posição do sedeprivacionismo, afirma que a posse da Sé de Pedro pelo candidato deve estar em conformidade com dois requisitos de uma eleição papal legítima:
1. O papa deve ser eleito legitimamente por eleitores validamente designados. Esse aspecto designa o candidato papal como candidato materialmente eleito e designado ao cargo de papa.
2. O recém-eleito deve expressar sua aceitação para que, ao consentir, receba de Cristo a forma do papado: o poder ou autoridade indefectível prometido a São Pedro e seus sucessores, pelo qual o candidato eleito se torna formalmente papa e realmente toma posse do ofício papal.

A tese afirma que ambos aspectos são necessários e que se algum candidato falhar num deles, ele não seria alcançaria o cargo de papa. Os católicos que aderem à tese sustentam que todos os requerentes do ofício papal, de pelo menos Paulo VI a Francisco, são inválidos e não ocupam o ofício papal, exceto por direito de designação, devido à falha em receber a forma do papado (ou seja, a autoridade), porque sua aceitação é impedida por uma intenção defeituosa decorrente de sua manifesta disposição à apostasia.
De acordo com a tese de Lauriers, Paulo VI, João Paulo I, João Paulo II e possivelmente João XXIII foram “papas” defeituosos por causa da suposta adesão ao modernismo, movimento considerado herético pela Igreja Romana desde o século XIX. Assim, seus assentimentos para tornarem-se papas foi deficiente ou defeituoso e, portanto, eles foram legalmente designados para serem papas (pela eleição), mas impedidos de obter a sucessão completa da autoridade de Pedro. Des Lauriers sustenta que os papas do Concílio Vaticano II foram designados ao papado legalmente e continuam a Sucessão Apostólica de São Pedro apenas materialmente, o que significa que os papas do conciliares são legitimamente designados para serem verdadeiros papas, mas não formalmente. Como tais, carecem de autoridade jurisdicional devido ao obstáculo que colocam à recepção da autoridade. O clero dito Novus Ordo, portanto, não é a autoridade, nem são verdadeiros papas ou verdadeiros bispos, mas estão legalmente em posição de — como o clero ariano reunido à ortodoxia — se tornarem verdadeiros papas e bispos caso removam o obstáculo à recepção da autoridade do ofício. Assim, é implícito que Bento XVI e Francisco teriam recebido o mesmo julgamento de des Lauriers.
“A Sucessão Apostólica pode ser definida da seguinte maneira: a pública, legítima, solene e jamais interrompida reposição dos Apóstolos por pessoas para governar e apascentar a Igreja no lugar deles. Essa sucessão pode ser material ou formal. A sucessão material consiste no fato de que nunca faltaram pessoas e de que a substituição dos Apóstolos por elas continuou sem interrupção. A sucessão formal consiste no fato de que essas pessoas que os substituem desfrutam realmente da autoridade derivada dos Apóstolos e recebida da parte daquele que a pode comunicar. Estas últimas palavras . . . indicam que, para a sucessão formal, é exigida missão, a qual pode ser definida como: a legítima assunção e deputação a assumir os encargos apostólicos em virtude das quais se sucede ao lugar dos Apóstolos”.— Hermann

### Conclusão
1. Não existe um estado de Sede vacante real nos papas Novus Ordo, uma vez que fisicamente um homem desempenha o papel de papa em potencial;
2. Se o atual papa em potencial se afastar do modernismo e retornar ao catolicismo, ele completará o processo e alcançará a plenitude do papado;
3. Indiscutivelmente, a rivalidade entre aqueles tradicionalistas que dizem que a Cátedra de São Pedro está totalmente vazia (sedevacantistas) e aqueles que dizem que está totalmente ocupada (ditos sedeplenistas, por exemplo, a Fraternidade Sacerdotal de São Pio X) pode chegar ao fim, pois a resposta não é nenhuma dessas duas explicações, uma vez que ambas comprometem ou a perpetuidade da Sucessão Apostólica ou a doutrina da indefectibilidade petrina e infalibilidade papal.

## A controvérsia da retratação

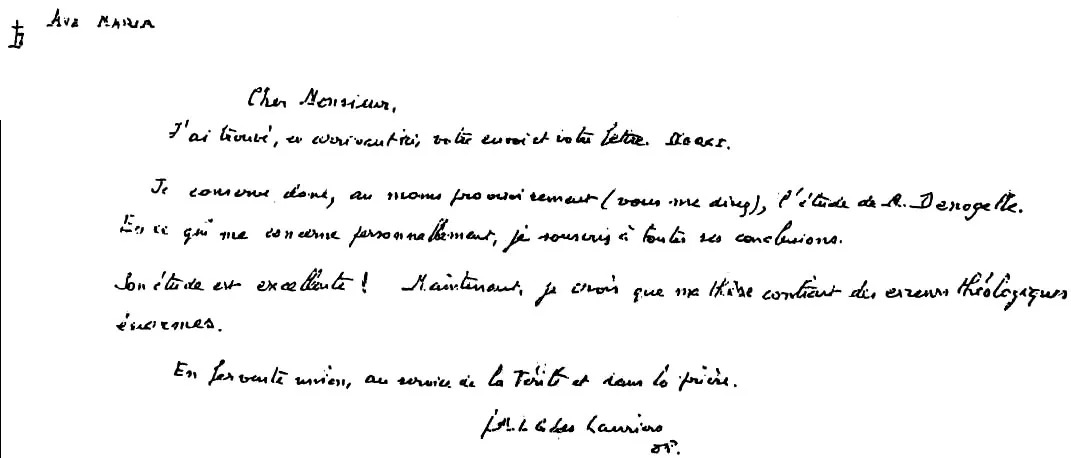
A carta na qual Guérard des Lauriers afirma a presença de enormes erros teológicos (erreurs théologiques énormes) numa tese.

Em meados do natal de 2019, o historiador francês Louis-Hubert Remy divulgou em seu sítio eletrônico uma vaga carta (pública desde pelo menos 2014) na qual Guérard de Lauriers — em correspondência com Alfred Denoyelle (então diretor da revista lefebvriana Mysterium Fidei) — teria se retratado de uma tese (supostamente a cassiciense) inespecífica por nela conterem "enormes erros teológicos". O Instituto Madre do Bom Conselho, através de sua revista Sodalitium, questiona tanto a veracidade da carta atribuída ao teólogo quanto o sentido polêmico dado a ela, alegando tratar-se de uma "falsa retratação". O sacerdote Hervé Belmont, ex-aluno do prelado francês e um dos difures de sua tese mais conhecida, não questiona sua veracidade mas chega a conclusões semelhantes às do instituto italiano, reiterando tanto a vagueza do escrito quanto a legitimidade da tese guérardiana independentemente de uma suposta retratação oculta do autor. Em 2022 uma perícia grafotécnica confirmou a autoria da carta.